# Chester (Georgia)
Chester – miasto w Stanach Zjednoczonych, w stanie Georgia, w hrabstwie Dodge.

## Demografia
W roku 2010 miasto zamieszkiwało tylko 305 osób, a gęstość zaludnienia wynosiła 132,6 osoby/km². W roku 2023 liczba mieszkańców wzrosła do 1477 osób, a gęstość zaludnienia przekroczyła 642 osoby/km². Na przestrzeni zaledwie 13 lat zaludnienie Chester zwiększyło się ponad 4,8-krotnie.